# دربند (روسیه)
دَربَند (روسی: Дербе́нт؛ فارسی: دربند؛ ترکی آذربایجانی: Dərbənd; لزگی: Кьвевар؛ آواری: Дербенд) مرکز شهرستان دربند، شهری بندری در حاشیه دریای کاسپین در جنوبی‌ترین قسمت فدراسیون روسیه واقع شده است. این شهر به لحاظ اهمیت دومین شهر جمهوری داغستان با جمعیتی بالغ بر ۱۱۹۲۰۰ نفر (آمار سال ۲۰۱۰) است. آذربایجانی‌ها، لزگی‌ها و تبرسری‌ها بیشترین شهروندان این شهر را تشکیل می‌دهند. دربند مرکز فرهنگی داغستان است و بر دشت ساحلی باریکی میان کوه‌های بزرگتر قفقاز و دریای خزر، به فاصلهٔ ۲۲۵ کیلومتری شمال غربی باکو واقع است و با راه‌آهن و جاده به باکو مرتبط است. این ناحیهٔ دارای منابع نفت و گاز طبیعی و همچنین باغستان‌ها، صنعت ماهیگیری و کارخانه‌های تهیهٔ مواد غذایی و نساجی است.
شهر دربند به دست قباد یکم ساسانی تجدید بنا شد و انوشیروان آن را مستحکم گردانید و در ۲۲ ه‍.ق به دست اعراب گشوده شد روزگاری در دست شروان‌شاهان بود، یکبار شاه عباس صفوی و بار دیگر نادرشاه آن را از ترکه‍ا گرفتند و در ۱۷۹۶ میلادی به دست روس‌ها افتاد. پس از جنگهای ایران و روس سرانجام در ۱۸۱۳ میلادی طبق قرارداد گلستان برای همیشه از ایران جدا شد.

## تاریخچه
دربند قدیمی‌ترین شهر فدراسیون روسیه است و به عنوان دروازه قفقاز از سده‌ها قبل به عنوان یک منطقه راهبردی ارزش بسیاری داشته است.
این شهر تا سده چهارم میلادی بخشی از آلبانیای قفقاز بوده. نام فارسی دربند از اواخر سده پنجم میلادی بر شهر نهاده شد یعنی از زمان قباد یکم ساسانی. خسرو یکم پسر قباد یکم دستور ساخت دژ دربند را داد تا مرزهای شمالی ایران را از حملات اقوام مهاجم مصون دارد.
شهر دربند در پیرامون دژ ساسانی دربند ساخته شده است. این دژ طی ۱۵۰۰ سال به‌طور پیوسته مورد استفاده بوده است. دربند شمالی‌ترین نقطه دنیاست که نوشته‌ای به زبان پارسی پهلوی در آن کشف شده؛ زبان رسمی امپراتوری ساسانی که نیای پارسی کنونی‌ست.
در لغتنامه دهخدا در مورد دربند آمده که شهری است مشهور بر لب دریا از بناهای انوشیروان شاه ایران که چون در آن بندند مغول و تاتار را راه به آذربایجان و ایران نبود، اکنون به باب‌الابواب مشهور است و در قدیم آن را ایران‌دژ می‌نامیده‌اند، یعنی دروازهٔ ایران که چون آن را می‌بسته‌اند راه آمد و شد با ایران از خارج بسته می‌شد، و بعضی گفته‌اند ایران گریز، یعنی دروازهٔ آهنی.
ناحیهٔ اطراف دربند در ایام باستانی آلبانیا نام داشت و گردنهٔ باریک بین دریا و کوه‌های قفقاز در محل دربند در ایام باستانی، تنگهٔ خزر یا دروازهٔ خزر یا دروازهٔ آلبانیا نام داشت. گردنهٔ دربند از ایام باستانی و هم در دورهٔ اسلامی برای دفاع از حملات مهاجمان شمالی اهمیت بسیار داشت. تاریخ تأسیس دربند و مستحکم کردن گردنهٔ دربند به‌درستی معلوم نیست. شهر دربند را معمولاً با شهر باستانی آلبانا پایتخت آلبانیا یکی می‌شمرند و گویند نام فارسی دربند پس از تجدید بنای شهر به‌دست قباد اول ساسانی رایج شد. خسرو انوشیروان (سده ششم میلادی) دربند را مستحکم کرد و گویند دیواری بطول هفت فرسنگ از کوه بدریا ساخت و بقایای این دیوار (دیوار قفقاز) که بعضی آن را همان سد سکندر شمرده‌اند، هنوز باقی است.
به‌طور کلی، در مورد تاریخ این شهر در دوران باستان اطلاعات محدودی وجود دارد ولی مهم‌ترین نکته آن احداث این شهر به صورت دروازه در عصر ساسانی است که بیشتر تاریخ‌نویسان به آن اعتقاد دارند. در دوران اسلامی در سال ۲۲ هجری قمری، سپاهیان اسلام حملهٔ خود را به دربند آغاز کردند. در این سال خلیفهٔ دوم، سراقهٔ بن عمرو (ذوالنّور) را به باب روانه کرد. به نوشتهٔ طبری، در آن زمان باب را مرزبان ایرانی به نام شهربُراز اداره می‌کرد که با عبدالرحمان مکاتبه کرد و امان خواست. در سال‌های پرتلاطم صدر اسلام و خلفای بنی‌امیه، دربند بارها سر به شوروش نهاد تا آن که در سال ۱۱۴ هـ. ق، مسلمهٔ بن عبدالملک بابُ‌الابواب را به پادگان جنگی تبدیل کرد. مهم‌ترین هدف از این کار، مسلمان و عرب کردن این مناطق بود که با مهاجرت قبایل عرب به دربند و حوالی آن صورت پذیرفت. در سال ۲۲ ه‍.ق که مسلمانان برای نخستین بار به دربند رسیدند، دربند در تصرف پادگانی ایرانی بود. با وجود تهاجمات اعراب در سده نخست هجری بدین حدود و منازعاتی که با اعراب داشتند ظاهراً این ناحیه اول بار به‌وسیلهٔ مسلم تحت استیلای اعراب و مسلمین درآمد، و گویند وی دربند را از نو ساخت (۱۱۵ه‍.ق). در کتب جغرافیایی مسلمانان، احوال استحکامات و دروازه‌های دربند یا بنام عربی آن باب‌الابواب یا باب و الابواب بتفصیل و با لحنی تا حدی مبالغه‌آمیز بیان شده است.
اعراب مسلمان برای محافظت از خلافت عربی در مقابل حملات خزرها، در دربند استحکاماتی بنا کردند. عناوین تعدادی از مناطق مسکونی که تاکنون نیز باقی مانده گواه نقاط دفاعی در دربند است. در اینجا می‌توان از محمدیه، اغلبی و دیگر عناوین نام برد. علاوه بر آن اعراب، مهاجران شرق مسلمان را در تمام منطقه ساکن کردند. به نوشته تاریخ‌نگاران در دوران مختلف در دربند و داغستان جنوبی، ده‌ها هزار خانواده از عراق و شام و دیگر نواحی جهان عرب در آنجا ساکن شده بودند. در خود دربند ۲۴ هزار جنگجوی عرب با خانواده‌هایشان ساکن شده بودند که به بخش‌های مجزا تقسیم شده بودند - محله فلسطینی‌ها، دمشقی‌ها، خمسی‌ها، موصلی‌ها، جزایری و قیصری‌ها. در هر یک از آنها مسجدی بنا شده بود. علاوه بر آن مسجد بزرگی به نام «مسجد الجامی» ساخته شده بود. این مسجد تاکنون باقی مانده است و از عنوان «جمعه مسجد» برخوردار است. این مسجد یکی از قدیمی‌ترین مساجد موجود در روسیه و در جهان است که نامش در فهرست میراث یونسکو وارد شده است.
امیران دربند یک چند از سده چهارم هجری دست‌نشاندهٔ شروان‌شاهان بوده‌اند. با این حال بعضی از حکام نیز در این ولایت به استقلال فرمانروایی کرده‌اند و از برخی از آنها به‌عنوان دارای دربند نام برده شده. در عهد مغول دربند گاه در تصرف شروان‌شاهان و گاه دارای حکام مستقل بود و امیر تیمور نیز که آنجا را گرفت به شروانشاه واگذاشت. در ۸۹۲ه‍.ق شیخ حیدر به محاصرهٔ دربند شتافت و در جنگ ترکمانان آق‌قویونلو کشته شد، لیکن پسرش شاه اسماعیل اول صفوی دربند و شیروان را در ۹۱۵ه‍.ق تسخیر کرده و بعد از آن دربند تابع حاکم شیروان ماند. در ۹۸۶–۱۰۱۵ه‍.ق دربند در دست ترکان عثمانی بود. تا آنکه شاه عباس اول صفوی آن رابازستاند، بعدها پتر کبیر بر آنجا دست یافت (۱۷۲۲م). ولیکن نادرشاه آن را به ایران بازگرداند (۱۱۴۷ه‍.ق/۱۷۳۵م). بعد از نادرشاه دربند یک چند استقلال یافت لیکن بعد از فتحعلی خان کوبائی و پسرش شیخ علی خان که در آنجا فرمان راندند دربند به دست روسیه افتاد (۱۷۹۶م). و سرانجام به موجب عهدنامهٔ گلستان (۱۲۲۸ه‍.ق / ۱۸۱۳م). دولت ایران آن را به روسیه واگذار کرد. در جنگ داخلی ۱۹۱۷–۱۹۲۱م. قسمت بزرگی از شهر ویران شد.

## دژ دربند
استحکامات دربند دیوار سنگی بسیار بلندی بود که در زمان خسرو انوشیروان ساخته شد. طول آن چهل کیلومتر و از کوهستان تا کرانهٔ دریای خزر امتداد داشت و خط دفاعی بسیار مستحکمی در برابر سواران مهاجم به‌شمار می‌آمد.
این دیوار که از تخته پوریا سنگ‌های بسیار بزرگ ساخته شده بود بین هجده تا بیست متر ارتفاع داشت. تعداد سی برج برفراز این دیوار قرار گرفته بود. دیوار سه دروازهٔ آهنی داشت که یک دروازهٔ آن به دریا گشوده می‌شد.
ایستمی خان ترک، در زمان خسرو انوشیروان به ایران اعلان جنگ داد و قصد حمله به ایران را داشت ولی استحکامات دربند که ایرانیان در سده پنجم میلادی برابر هیاطله پدیدآورده بودند در نظر ترکان غیرقابل گذر می‌نمود، از این رو حمله ترکان متوقف ماند.
در سال ۶۲۶ میلادی بار دیگر خاقانات غربی ترک جهت حمایت از بیزانس بطرف ایران حمله بردند. در این زمان جنگ شدیدی در جبهه‌های غرب ایران، مابین خسرو پرویز و هراکلیوس در جریان بود. ترکان این بار توانستند با فرماندهی خان بزرگ تون جبغو خان، ضمن حملات مداوم و پی در پی خطوط دفاعی دربند را شکسته و به سوی جلگه‌های قفقاز سرازیر شوند.
در منطقهٔ قفقاز کتیبه‌ها و سنگ‌نگاره‌های بسیاری مربوط به فرهنگ و تمدّن ایران‌زمین ازجمله ۳۲ کتیبه پهلوی وجود دارد. از این کتیبه‌ها که بخش اعظم آن نیز فارسی است، کتابی با عنوان کتیبه‌های اسلامی داغستان توسط آناهیتا شاهرخی تهیه شده است.

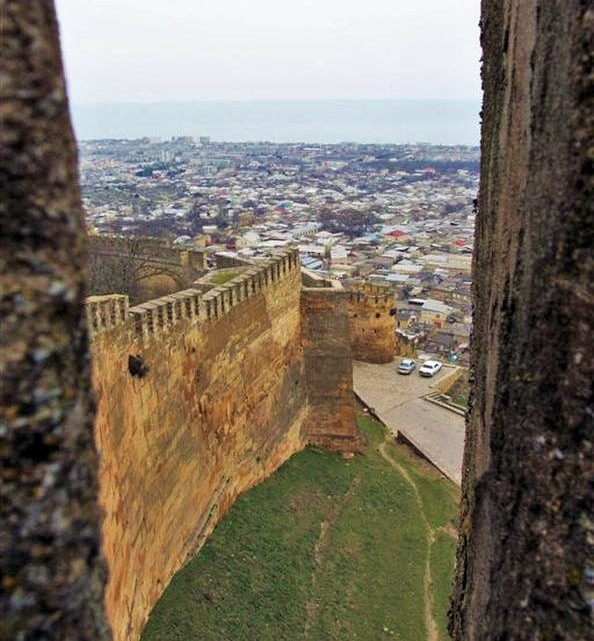
حصار دربند در قفقاز برای پیشگیری از هجوم خزرها به ایران در دوره باستان

در سال ۲۰۲۲ پژمان اکبرزاده یک مستند دربارهٔ دژ دربند ساخت که در همایش انجمن ایران‌شناسی در سالامانکا و همایش شرق شناسان آلمان در برلین به نمایش درآمد.

## اقوام
سنگ بنای شهر دربند به عنوان سدی در برابر مهاجمان به مرزهای قفقاز در زمان شاپور دوم ساسانی گذاشته شد و پس از ساخت، مردم ایرانی پارسی پهلوی/ پارسی دری زبان در شهر و روستاهای جالقان، متاگی، کاماخ، زیدیان، روکال، گیمیدی و چند روستا در منطقه طباسران ساکن شدند. علاوه بر اینها تات زبان نیز از دوره ساسانیان در دربند حضور داشتند. از آن جمعیت هم‌اکنون تنها تعداد اندکی زبان خود را حفظ کرده‌اند و بقیه به زبانهای روسی، ترکی آذربایجانی و لزگی سخن می‌گویند.

center>ترکیب قومی دربند بر اساس سرشماری‌های شوروی سابق و روسیه
| سال سرشماری  | 2010          | 2002          | 1989          | 1979           | 1970           | 1959           | 1897          |
| لزگی         | ۴۰۱۸۸ (۳۳٬۷٪) | ۳۲۹۵۵ (۳۲٬۶٪) | ۱۶۹۹۳ (۲۱٬۸٪) | ۱۱۰۱۳ (۱۶٬۳٪)  | ۶۴۷۷ (۱۱٬۴٪)   | ۴۵۸۹ (۹٬۷٪)    | ۱۳۳ (۰٬۹٪)    |
| آذری         | ۳۸۵۲۳ (۳۲٬۳٪) | ۳۲۰۶۴ (۳۱٬۷٪) | ۲۱۶۰۰ (۲۷٬۷٪) | ۱۷۸۷۵ (۲۶٬۵٪)  | ۱۴۳۸۱ (۲۵٬۳٪)  | ۱۱۱۹۰ (۲۳٬۶٪)  | ۹۷۶۷ (۶۶٬۷٪)  |
| تبرسران      | ۱۸۸۳۹ (۱۵٬۸٪) | ۱۵۶۰۶ (۱۵٬۴٪) | ۸۷۷۶ (۱۱٬۳٪)  | ۶۱۸۳ (۹٬۲٪)    | ۳۲۹۶ (۵٬۸٪)    | ۱۵۲۲ (۳٬۲٪)    | اطلاعاتی نیست |
| دارگین       | ۶۶۹۲ (۵٬۶٪)   | ۵۵۸۲ (۵٬۵٪)   | ۳۲۴۲ (۴٬۲٪)   | ۲۸۳۵ (۴٬۲٪)    | ۲۳۴۰ (۴٬۱٪)    | ۱۵۹۱ (۳٬۴٪)    | ۹۵ (۰٬۶٪)     |
| روس          | ۴ ۴۵۰ (۳٬۷٪)  | ۵ ۰۷۳ (۵٬۰٪)  | ۷ ۶۴۴ (۹٬۸٪)  | ۱۰ ۴۰۴ (۱۵٬۴٪) | ۱۱ ۲۸۴ (۱۹٬۸٪) | ۱۲ ۳۱۰ (۲۶٬۰٪) | ۱۰۰۴ (۶٬۹٪)   |
| آغول         | ۳۷۷۵ (۳٬۲٪)   | ۲۹۵۶ (۲٬۹٪)   | ۱۱۴۷ (۱٬۵٪)   | ۴۹۲ (۰٬۷٪)     | ۶۲ (۰٬۱٪)      | ۳۰ (۰٬۱٪)      | اطلاعاتی نیست |
| ارمنی        | ۱۳۶۷ (۱٬۲٪)   | اطلاعاتی نیست | اطلاعاتی نیست | اطلاعاتی نیست  | اطلاعاتی نیست  | اطلاعاتی نیست  | ۶۲۱ (۴٬۲٪)    |
| تات‌های یهودی | ۱۳۴۵ (۱٬۱٪)   | ۲۰۳۸ (۲٬۰٪)   | ۱۳۱۱۹ (۱۶٬۹٪) | ۱۲۹۱۸ (۱۹٬۲٪)  | ۱۰۱۳۹ (۱۷٬۸٪)  | ۱۱۷۰۵ (۲۴٬۷٪)  | ۲۱۸۱ (۱۴٬۹٪)  |
| رتول         | ۹۲۱ (۰٬۸٪)    | ۷۱۶ (۰٬۷٪)    | ۳۹۲ (۰٬۵٪)    | ۲۳۶ (۰٬۴٪)     | ۸ (۰٬۱٪)       | ۸ (۰٬۱٪)       | اطلاعاتی نیست |
| دیگران       | ۳۱۰۰ (۲٬۶٪)   | ۴۰۴۱ (۴٬۰٪)   | ۴۹۳۸ (۶٬۳٪)   | ۵۴۶۶ (۸۱٪)     | ۸۸۸۲ (۱۵٬۶٪)   | ۴۳۷۳ (۹٬۲٪)    | ۸۴۸ (۵٬۸٪)    |
| در کل        | ۱۱۹۲۰۰ (۱۰۰٪) | ۱۰۱۰۳۱ (۱۰۰٪) | ۷۷۸۵۱ (۱۰۰٪)  | ۶۷۴۲۲ (۱۰۰٪)   | ۵۶۸۶۹ (۱۰۰٪)   | ۴۷۳۱۸ (۱۰۰٪)   | ۱۴۶۴۹ (۱۰۰٪)  |

## شهرهای خواهرخوانده
- گنجه جمهوری آذربایجان
- یاکیما، واشینگتن آمریکا
- خدرا اسرائیل

## نگارخانه

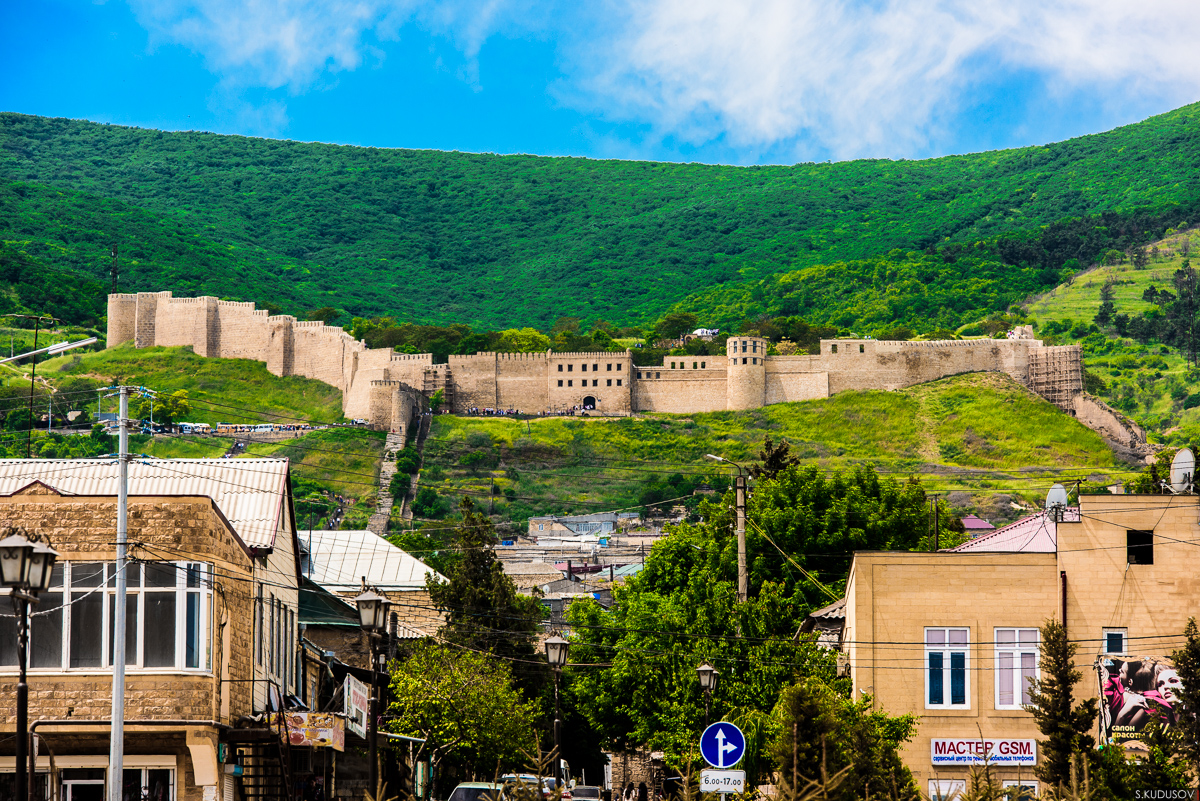
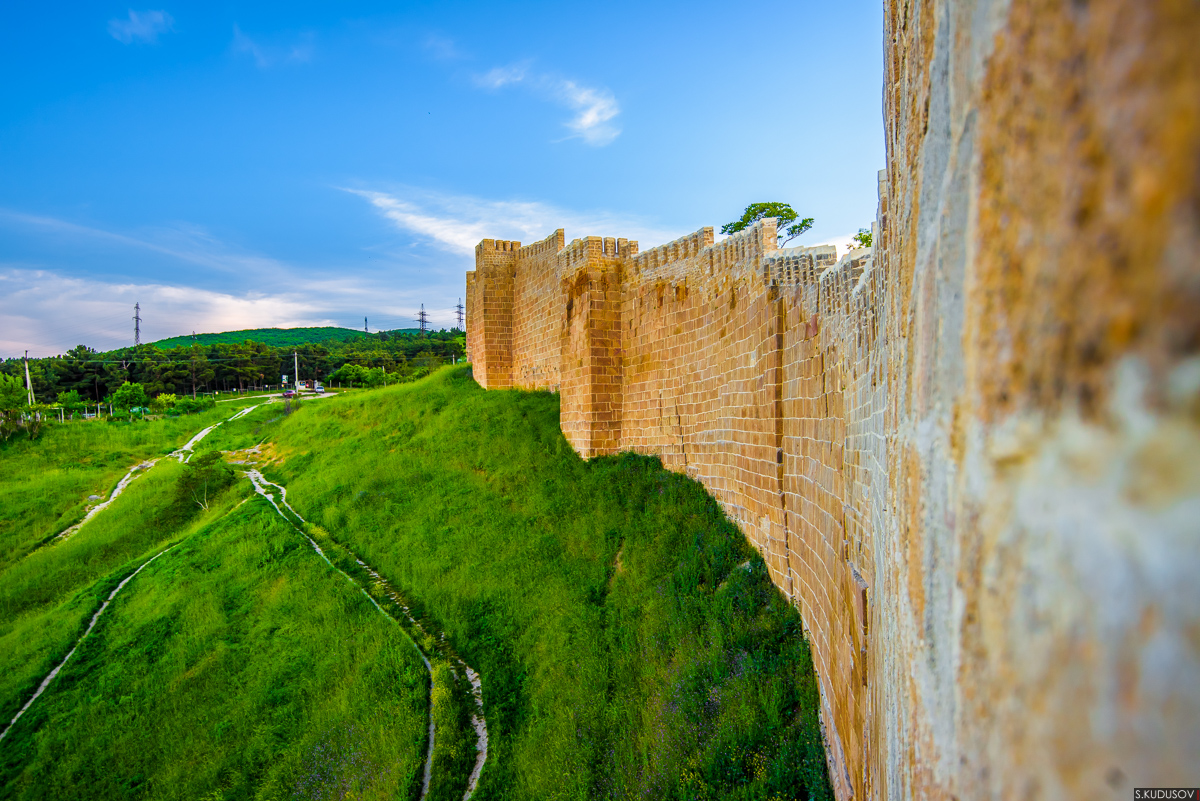
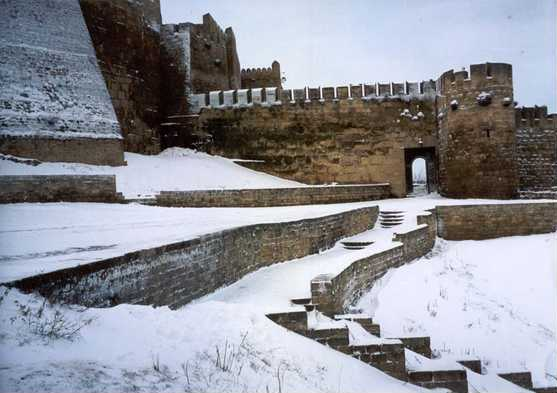
دژ ساسانی دربند در زمستان
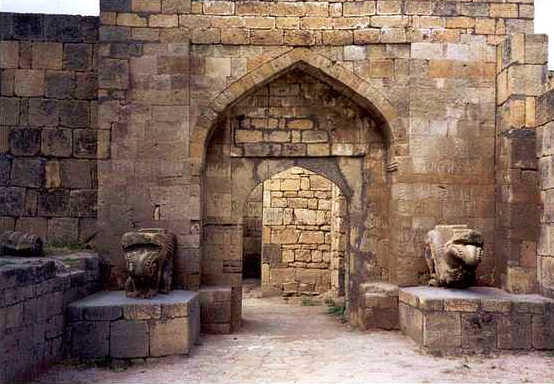
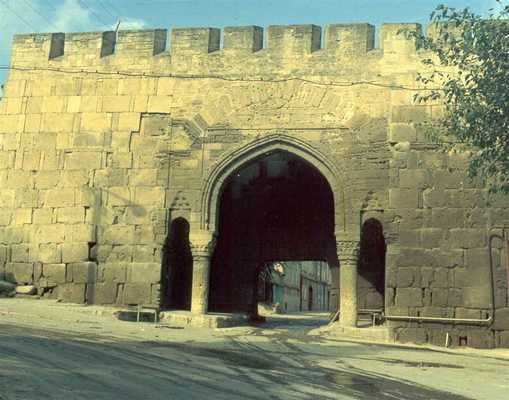
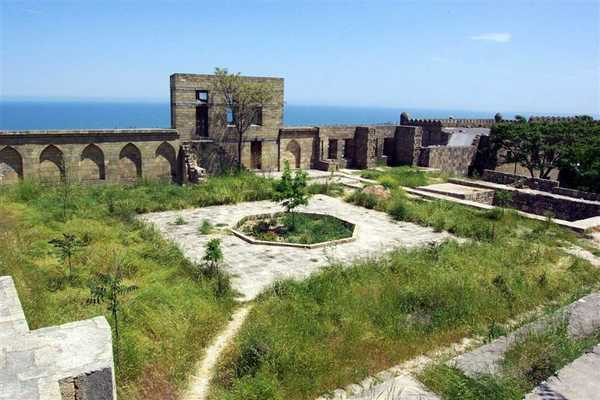
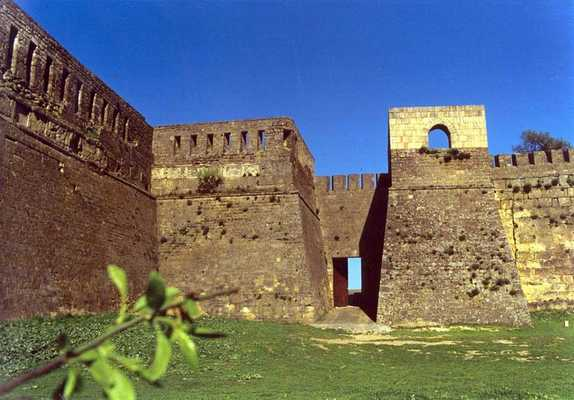
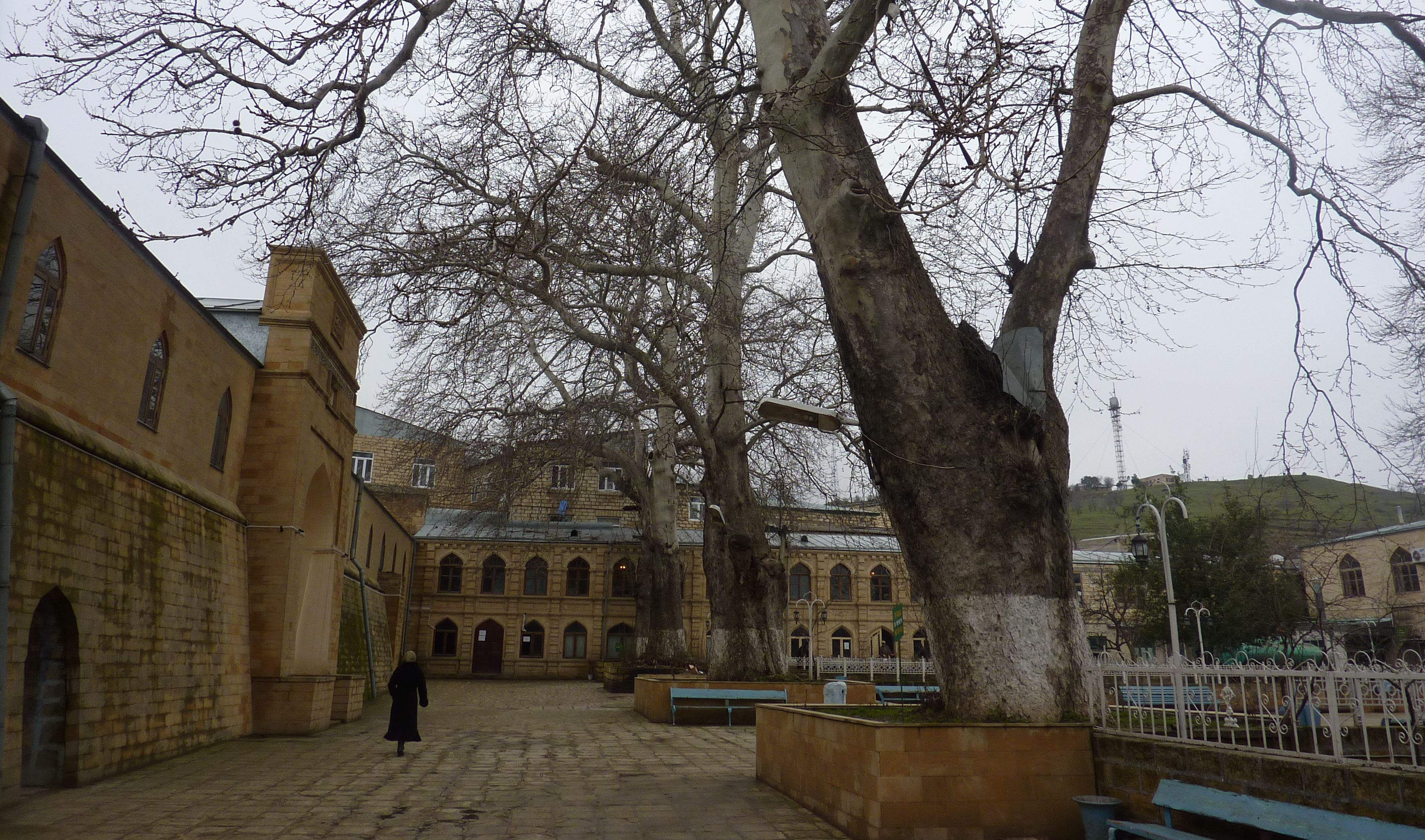
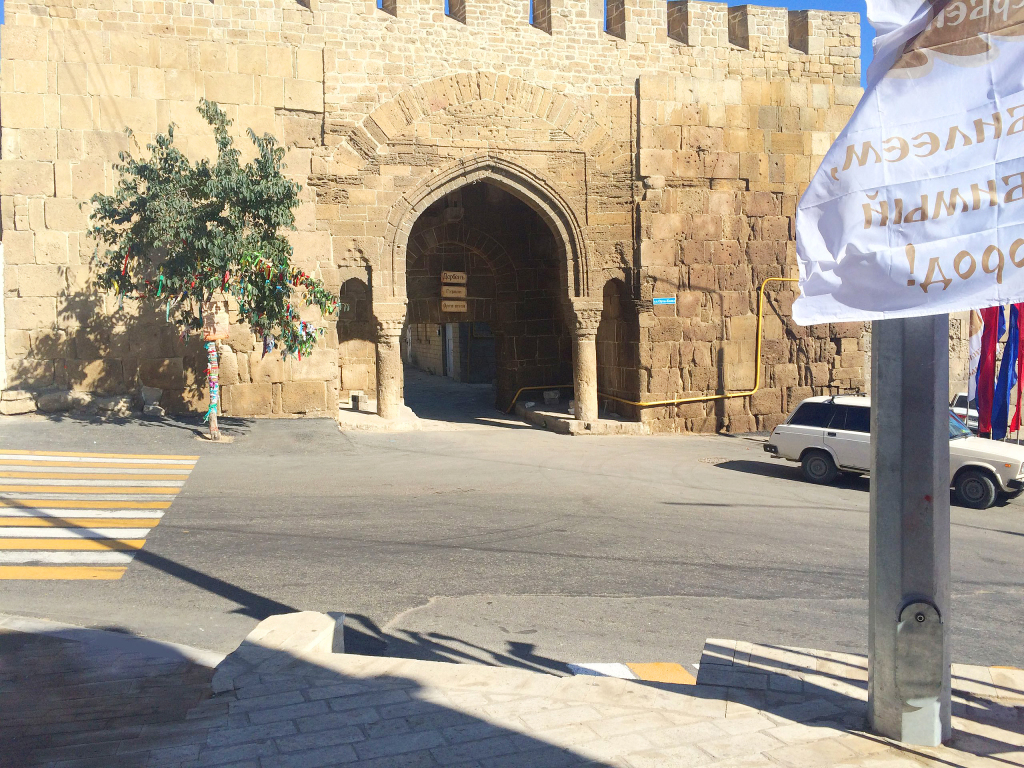
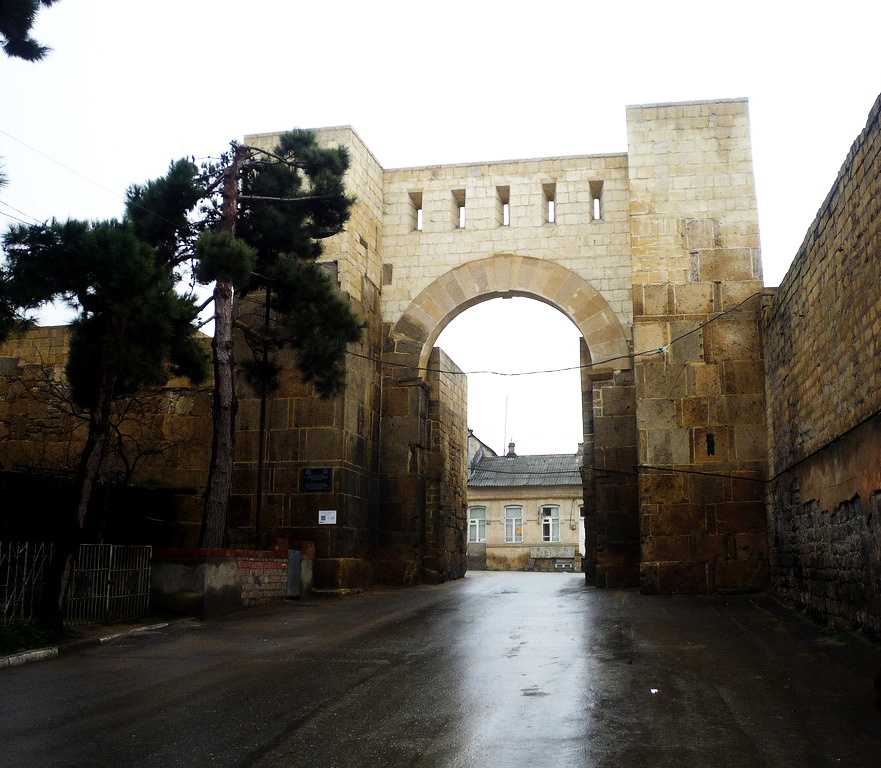
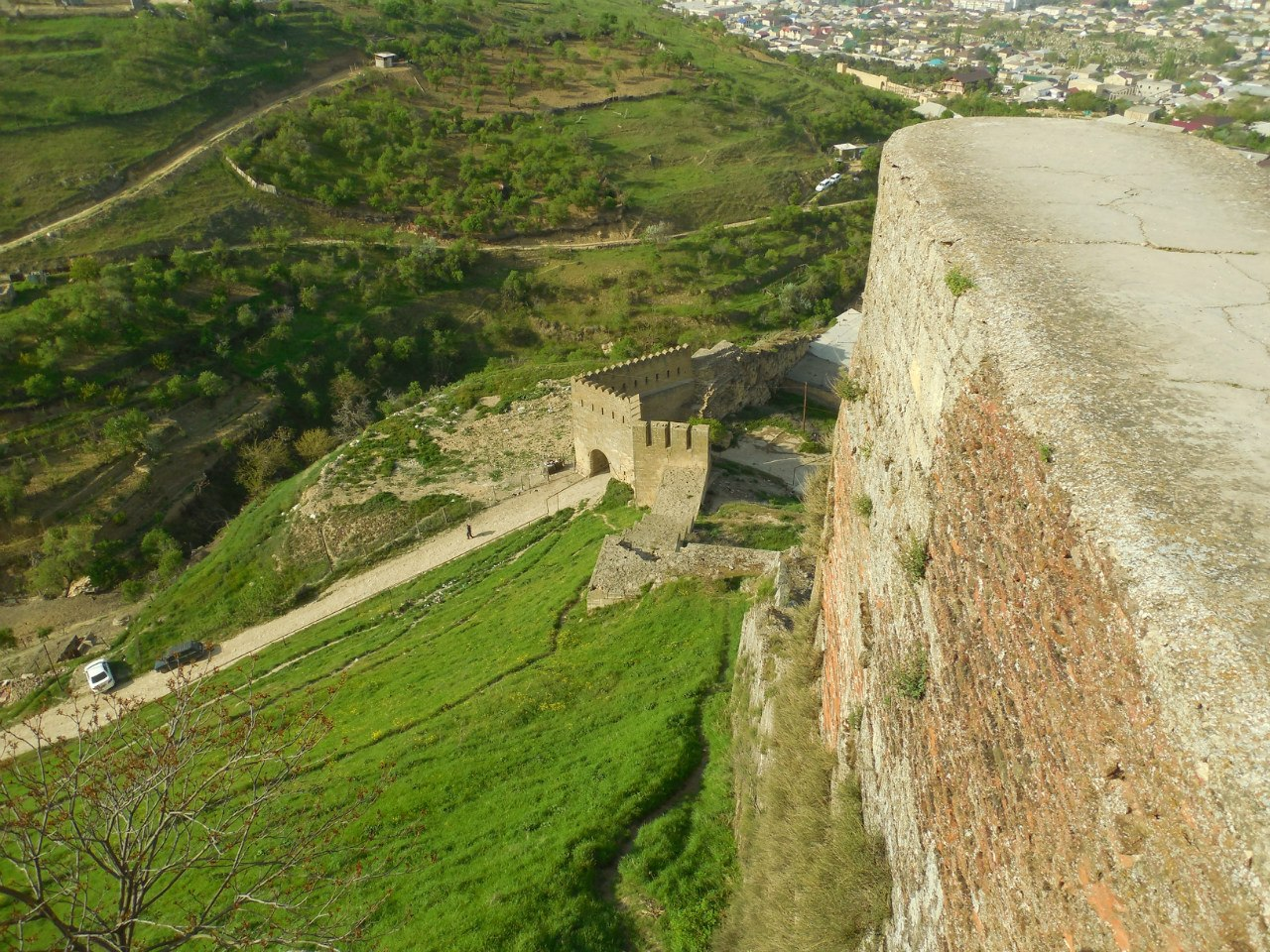
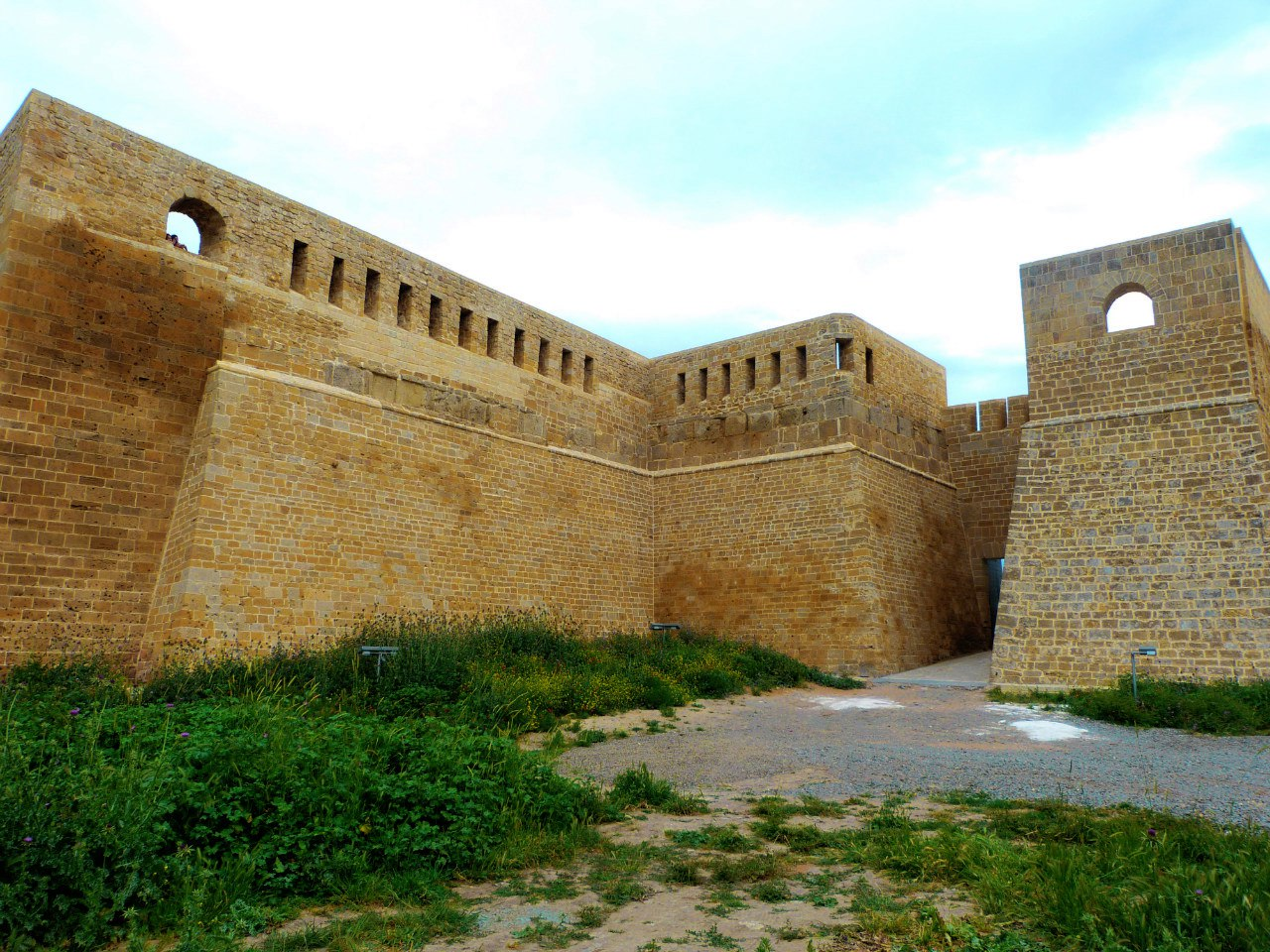
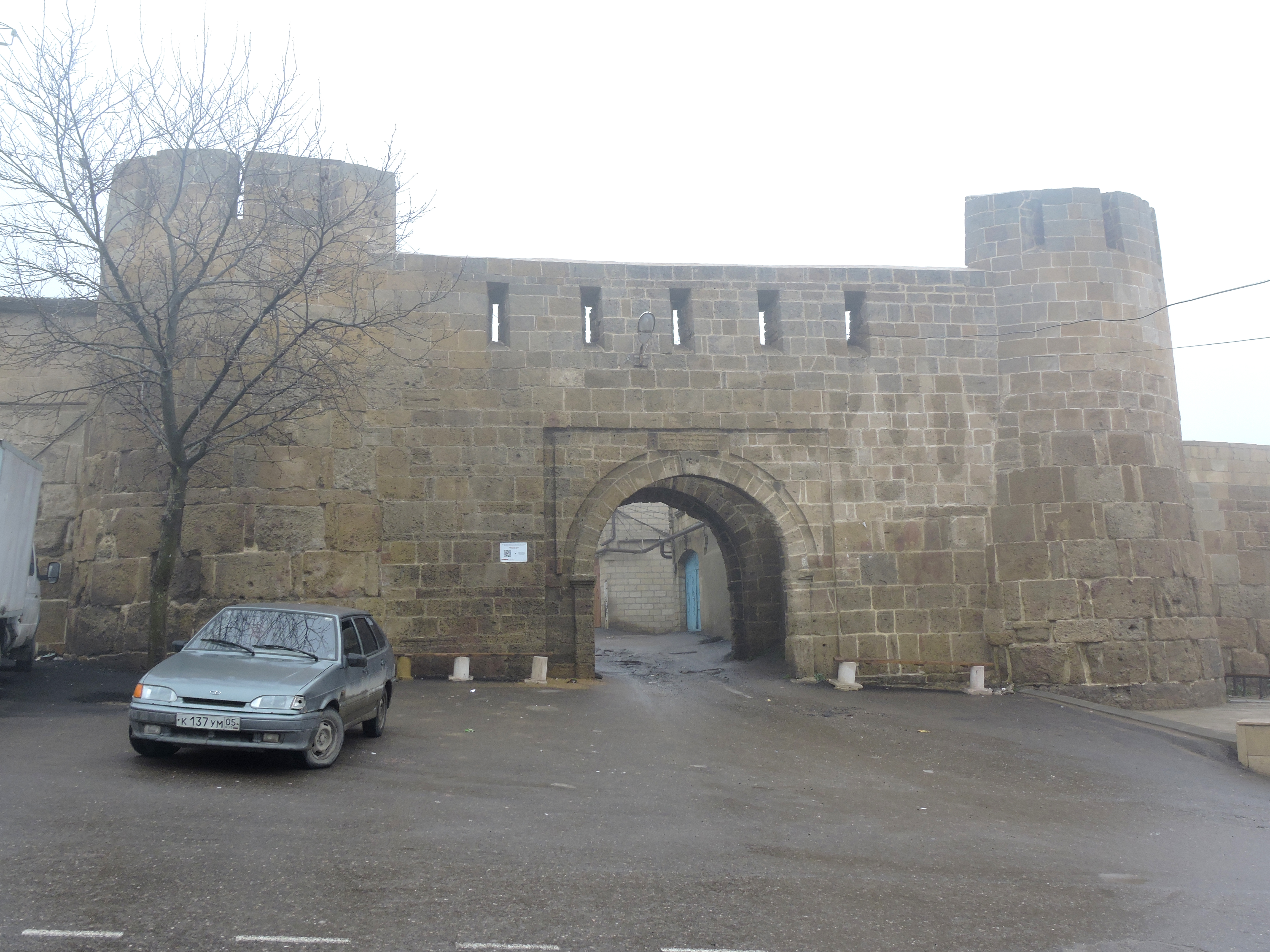
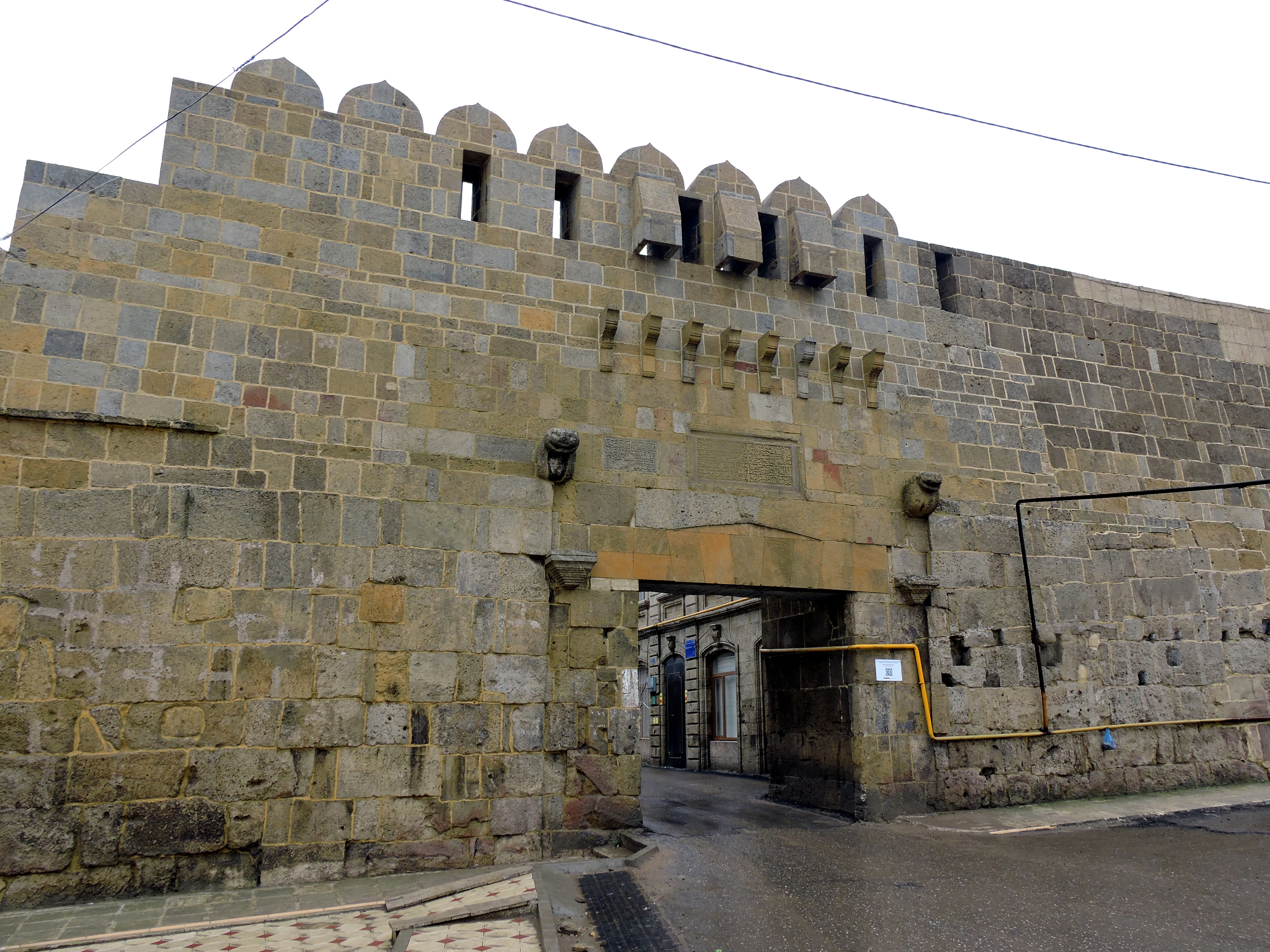
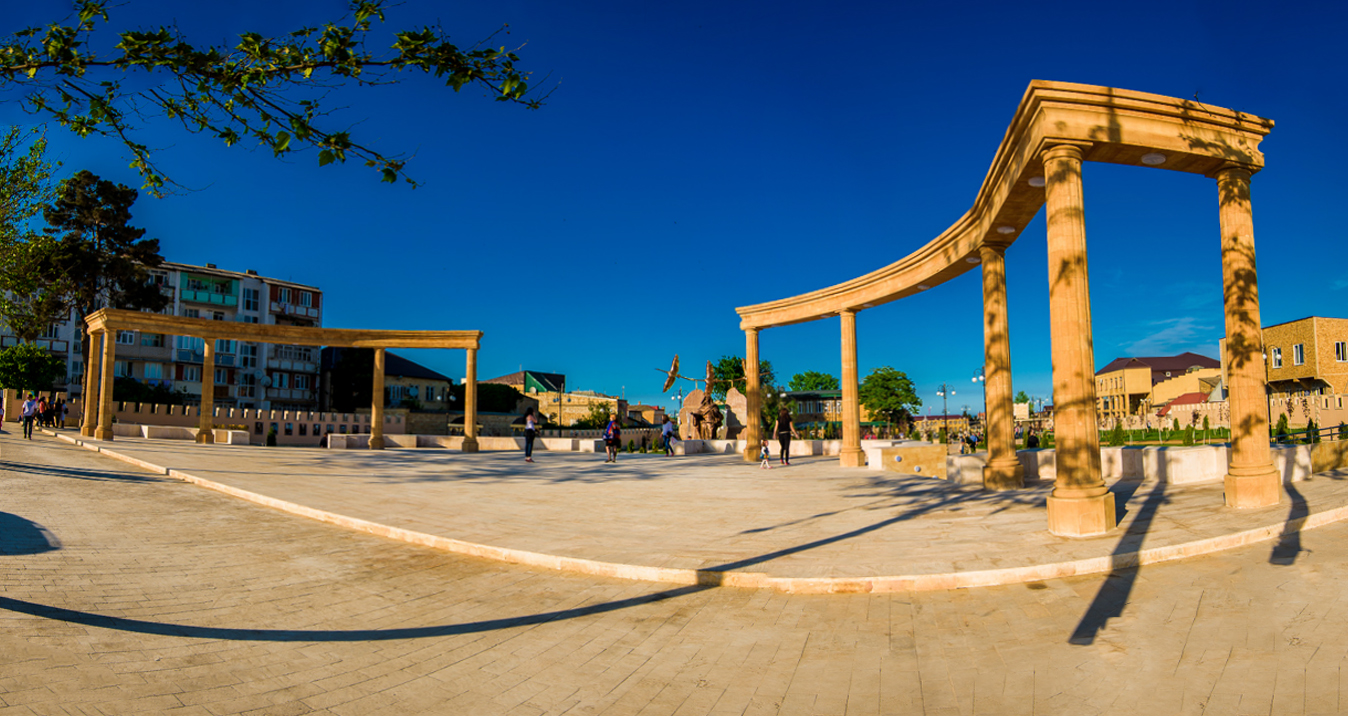

## پبوند به بیرون
- رضا، عنایت الله. ایران و ترکان در روزگار ساسانیان. تهران: انتشارات علمی و فرهنگی، ۱۳۶۵
- برج و باروی دربند، شمالی‌ترین یادمان دوران ساسانی، آناهیتا شاهرخی، مزدک نامه چهار زیر نظر جمشید کیانفر، تهران: ۱۳۸۹.
- کتیبه‌های اسلامی داغستان/تالیف آناهیتا شاهرخی، ۱۳۸۹.
- فیلم مستند «میراث ایرانی در قفقاز» حامد کاظم‌زاده ۱۳۸۶.
- داغستان؛ مرزبان شمالی ایران‌زمین گزارشی از مطالعات میدانی در قفقاز شمالی (۲۰۰۷ ـ ۲۰۰۸ میلادی). حامد کاظم‌زاده، برگرفته از فصل‌نامهٔ فروزش شماره دوم بهار ۱۳۸۸، رویه ۶۶ تا ۷۱.